# Ichnanthus ephemeroblepharis
Ichnanthus ephemeroblepharis är en gräsart som beskrevs av George Alexander Black och Fróes. Ichnanthus ephemeroblepharis ingår i släktet Ichnanthus och familjen gräs. Inga underarter finns listade i Catalogue of Life.